# Dominic Barto
Dominic Barto (20 de diciembre de 1930, Pensilvania-10 de abril de 2019, San Bernardino, California) fue un boxeador y actor estadounidense de origen italiano. Barto comenzó su carrera en el boxeo siendo muy joven, luchando en la categoría de peso medio, en la cual se hizo profesional y compitió por varios títulos, hasta que a mediados de los años 60 su carrera pugilística empezó a entrar en declive, por lo que decidió retirarse para probar suerte en la industria cinematográfica.

## Carrera
Su debut se produjo en la famosa película protagonizada por Bud Spencer y Terence Hill Lo llamaban Trinidad, en la que tenía una fugaz pero interesante aparición como el pistolero Mortimer. A partir de entonces, Barto aparecería  en numerosos filmes, por lo general pertenecientes al género del spaguetti-western.
En 1972 protagonizaría el que es quizás su papel y su película más recordada: Y después le llamaron el Magnífico, junto a Terence Hill, en el que interpretaba al entrañable pistolero Monkey Smith.
Tuvo apariciones en otros filmes a lo largo de la década de los setenta como Catchpole, Cop Hong Kong o el Conde de Montecristo. También tuvo un papel destacado en la película Un paseo por la costa Azul, en la que interpretaba a Morgan, el jefe de una banda de criminales.
Su carrera empezó a entrar en declive a finales de los setenta y Barto decidió finalmente regresar a su país natal. Pero tampoco tuvo demasiada suerte, limitándose a pequeños papeles sin demasiada trascendencia, aunque intervino en dos célebres películas de los ochenta: Rocky IV, junto a Silvester Stallone, y El honor de los Prizzi, con Anjelica Huston.
Ya casi al final de su carrera participó en la serie Lucky Lucke, de nuevo junto a Terence Hill, en 1995. Barto decidió retirarse del cine, trasladándose a alguna región de Tailandia.

## Muerte
Murió a los 88 años, el 10 de abril de 2019 en San Bernardino, California, Estados Unidos.

## Filmografía
- 1992: Lucky Luke 2 (como William Dalton)
- 1991: Lucky Luke (como William Dalton)
- 1988: The Game (como Insalada)
- 1987: Shy People (como Chief)
- 1985: Rocky IV (como funcionario del gobierno ruso)
- 1985: Prizzi's Honor (como Presto Ciglione)
- 1984: Hunter (1 episodio; como Phil Draco)
- 1984: Jungle Warriors (como Thomas Tucci)
- 1984: The Lonely Guy (como el segundo asaltante)
- 1981: Joe Dancer II: The Monkey Mission
- 1980: The Hearse (como el conductor)
- 1977: Another Man, Another Chance (como Wounded Man)
- 1976: The Diamond Peddlers (como Morgan)
- 1975: El conde de Montecristo (como Bertuccio)
- 1975: Convoy Buddies (como Lucky)
- 1975: Flatfoot in Hong Kong (como Tom Ferramenti)
- 1974: Charleston (como Barabba Smith)
- 1974: El Hombre Nuclear (1 episodio; como Amahl)
- 1973: Detective Pies Planos (como Tom Ferramenti)
- 1972: El hombre de La Mancha (como Muleteer)
- 1972: Man of the East (como Monkey Smith)
- 1971: Vendetta at Dawn (como Carl Fargas)
- 1971: Shaft (como Patsy)
- 1969: Stiletto (como Franchini)